# Amischotolype laxiflora
Amischotolype laxiflora är en himmelsblomsväxtart som först beskrevs av Elmer Drew Merrill, och fick sitt nu gällande namn av Robert Bruce Faden. Amischotolype laxiflora ingår i släktet Amischotolype och familjen himmelsblomsväxter. Inga underarter finns listade.